# Léon Guignard
Jean Louis Léon Guignard, född 13 april 1852, död 7 mars 1928, var en fransk botaniker.
Léon Guignard blev filosofie doktor i Paris 1882, professor i Lyon 1885 och professor vid farmaceutiska högskolan, senare farmaceutiska fakulteten i Paris. Under sina undersökning över de högre växternas embryologi och cytologi upptäckte Guignard ungefär samtidigt som och oberoende av Sergej Navasjin den dubbla befruktningen hos angiospermerna. Guignard studerade även förekomsten av blåsyra hos högre växter och av slem hos brunalger.